# Новозыбинка

Памятник в Новозыбинке

Новозы́бинка — деревня в Наро-Фоминском районе Московской области. Расположена на территории сельского поселения Веселёвское.

## Транспорт
Деревня расположена в 3,4 км к западу от Веселёво; от автодороги «Верея — Медынь» ведёт асфальтированная дорога до Новозыбинки, которая там же заканчивается разворотной площадкой для автобусов. С 29 апреля 2011 года осуществляется регулярное автобусное сообщение компанией «Мострансавто». Ежедневно с мая по сентябрь автобусы выполняют два рейса с заездом в Новозыбинку:
- № 42 Верея — Вышегород (утренний)
- № 44 Крюково — Верея (вечерний)

## Ближайшие населённые пункты
Деревня Федюнькино (2 км к югу), садовые товарищества «Веселёво» и «Внуково». Связаны с Новозыбинкой грунтовыми автомобильными дорогами.